# Anton Landersdorfer
Anton Landersdorfer (* 21. September 1955 in Buch am Erlbach) ist ein deutscher römisch-katholischer Theologe.

## Leben
Landersdorfer studierte von 1974 bis 1980 römisch-katholische Theologie an der Universität München. Im Jahr 1985 wurde er bei Georg Schwaiger mit der Arbeit Das Bistum Freising in der bayerischen Visitation des Jahres 1560 zum Dr. theol. promoviert. Mit einer von Schwaiger angeregten Studie über den Erzbischof von München und Freising Gregor von Scherr habilitierte sich Landersdorfer im Wintersemester 1993/94 an der Katholisch-Theologischen Fakultät der Universität München. Von 1995 bis zu seiner Emeritierung war er Professor für Katholische Theologie im Fachbereich Kirchengeschichte an der Universität Passau. 2011 unterzeichnete Landersdorfer das Memorandum Kirche 2011: Ein notwendiger Aufbruch. Sein Nachfolger an der Universität Passau wurde Christian Handschuh.

## Werke (Auswahl)
- Das Bistum Freising in der bayerischen Visitation des Jahres 1560 (= Münchener Theologische Studien, I. Historische Abteilung, Band 26), St. Ottilien 1986, (zugleich Hochschulschrift, München, Univ., Diss., 1985), ISBN 978-3-88096-126-5.
- Gregor von Scherr (1804–1877) – Erzbischof von München und Freising in der Zeit des Ersten Vatikanums und des Kulturkampfes (= Studien zur altbayerischen Kirchengeschichte, Band 9), München 1995, (zugleich Hochschulschrift, München, Univ., Habil.-Schr., 1993/94).
- (Hrsg.), Institut und Verein für Ostbairische Heimatforschung (Hrsg.): Vor 200 Jahren – die Säkularisation in Passau (= Universität Passau. Institut für Ostbairische Heimatforschung: Neue Veröffentlichung des Instituts für Ostbairische Heimatforschung, Band 51), Verlag Klinger, Passau 2003, ISBN 978-3-932949-24-1.
- (Hrsg. und Bearbeiter): „Nach Rom zu schreiben fühle ich oft ein wahres Bedürfniß.“ Die Briefe des Germanikers Johann Baptist Huber (München) aus den Jahren 1870 bis 1886. Stutz, Passau 2013, ISBN 978-3-88849-159-7.